# Les Basques
Les Basques – regionalna gmina hrabstwa (MRC) w regionie administracyjnym Bas-Saint-Laurent prowincji Quebec, w Kanadzie. Stolicą jest miasto Trois-Pistoles. Składa się z 12 gmin: 1 miast, 5 gmin, 5 parafii i 1 terytoriów nie zorganizowanych.
Les Basques ma 9 142 mieszkańców. Język francuski jest językiem ojczystym dla 99,3%, angielski dla 0,6% mieszkańców (2011).